# Tauró de puntes negres dels esculls
El tauró de puntes negres dels esculls (Carcharhinus melanopterus) és una espècie de peix cartilaginós de la família dels carcarínids i de l'ordre dels carcariniformes. Es troba entre les espècies més abundants que habiten els esculls de corall dels oceans Índic i Pacífic. Habita les aigües poc profundes, generalment en grups. Normalment mesura 1'6 m de longitud i pot arribar als 37 km/h de velocitat.
Aquest tauró té predilecció pel seu territori habitual, així s'arriba a mantenir diversos anys en un mateix radi d'acció força limitat. És un depredador actiu de petits peixos, cefalòpodes i crustacis, i també s'ha documentat que s'alimenta de serps i aus marines. De la mateixa manera que altres membres de la seva família, aquest tauró és vivípar, i les femelles donen a llum entre dos i cinc cries en un cicle biennal, anual o possiblement bianual.
Es tracta d'un tauró tímid, difícil d'acostar-s'hi i rarament representa un perill per als humans, tret que sigui atret pel menjar. Aquest tauró ha estat caçat per utilitzar-ne la seva carn, aletes i fer-ne oli de fetge, si bé no es considera una espècie comercialment significativa. La Unió Internacional per a la Conservació de la Natura ha classificat el tauró de l'escull negre com a espècie gairebé amenaçada. Tot i que l'espècie en conjunt està força estesa i és relativament comuna, la pesca continuada d'aquest tauró que, a més a més, té un període de gestació lenta, ha provocat la davallada de les poblacions en diversos indrets.